# VI Korpus Wielkiej Armii

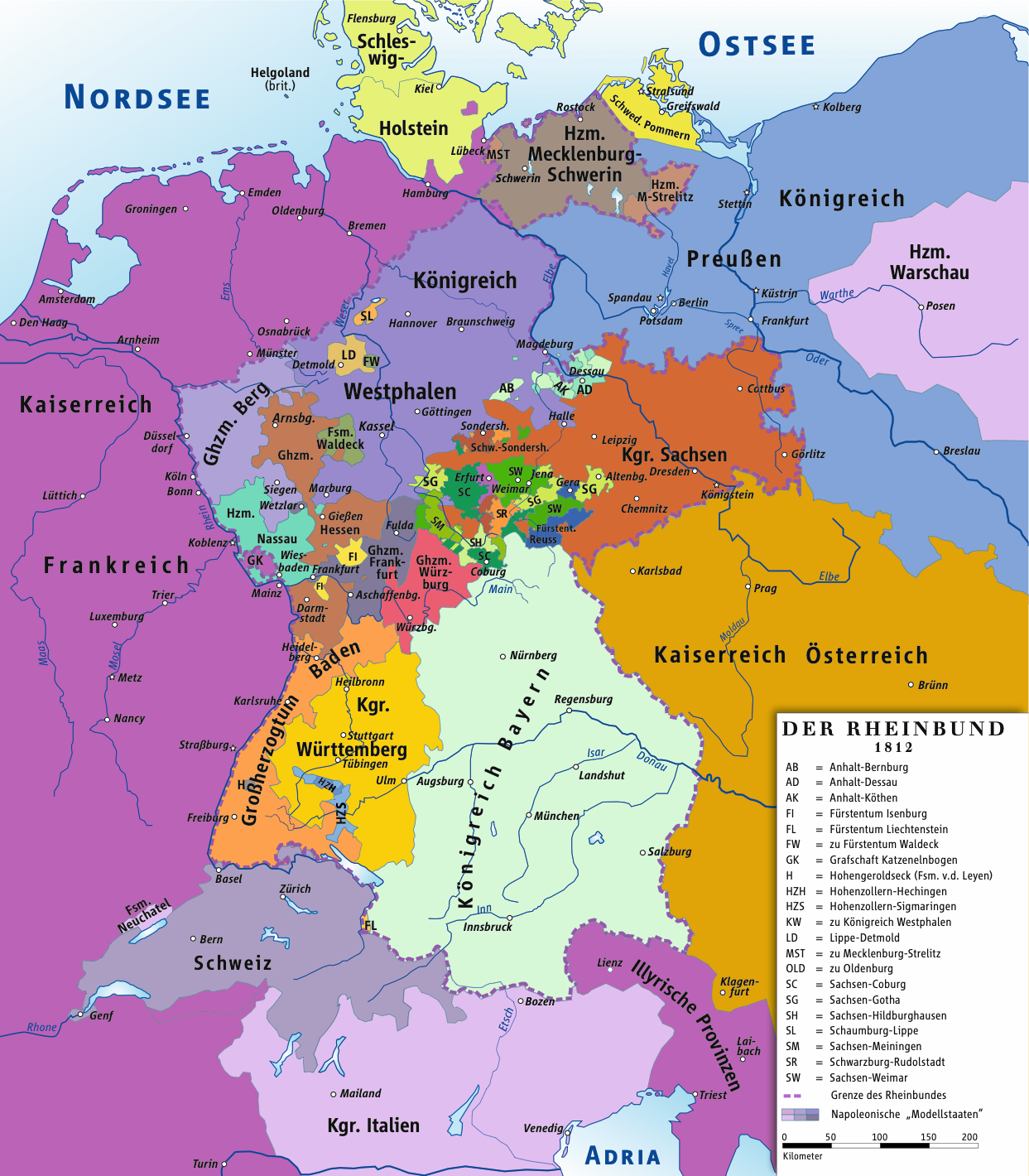
Mapa Związku Reńskiego 1812; widoczne również Królestwo Bawarii (jasnoniebieski kolor).

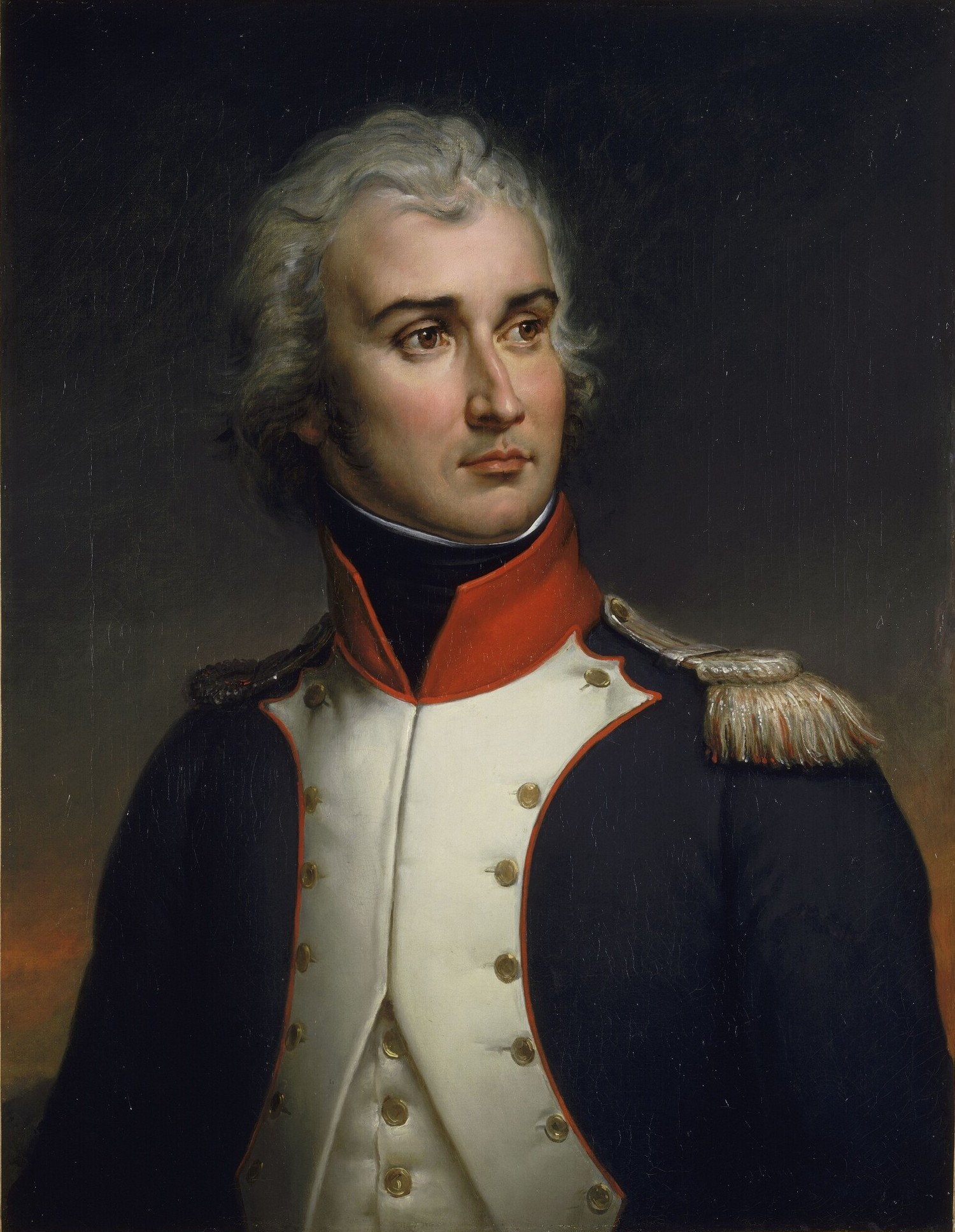
Gen. Jean Lannes, pierwszy dowódca VI Korpusu Wielkiej Armii

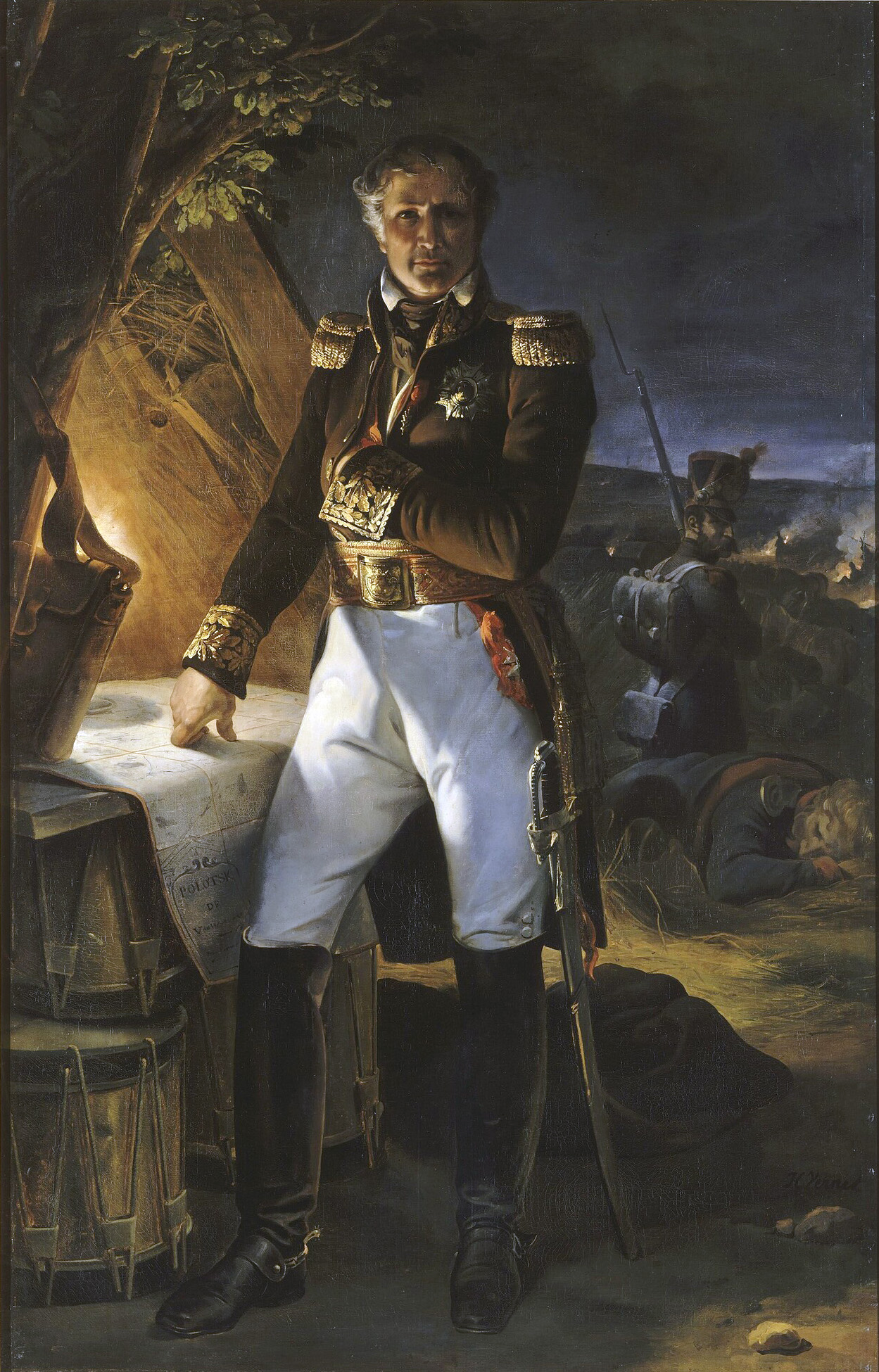
Gen. Laurent de Gouvion Saint-Cyr, dowódca VI Korpusu Wielkiej Armii w 1812

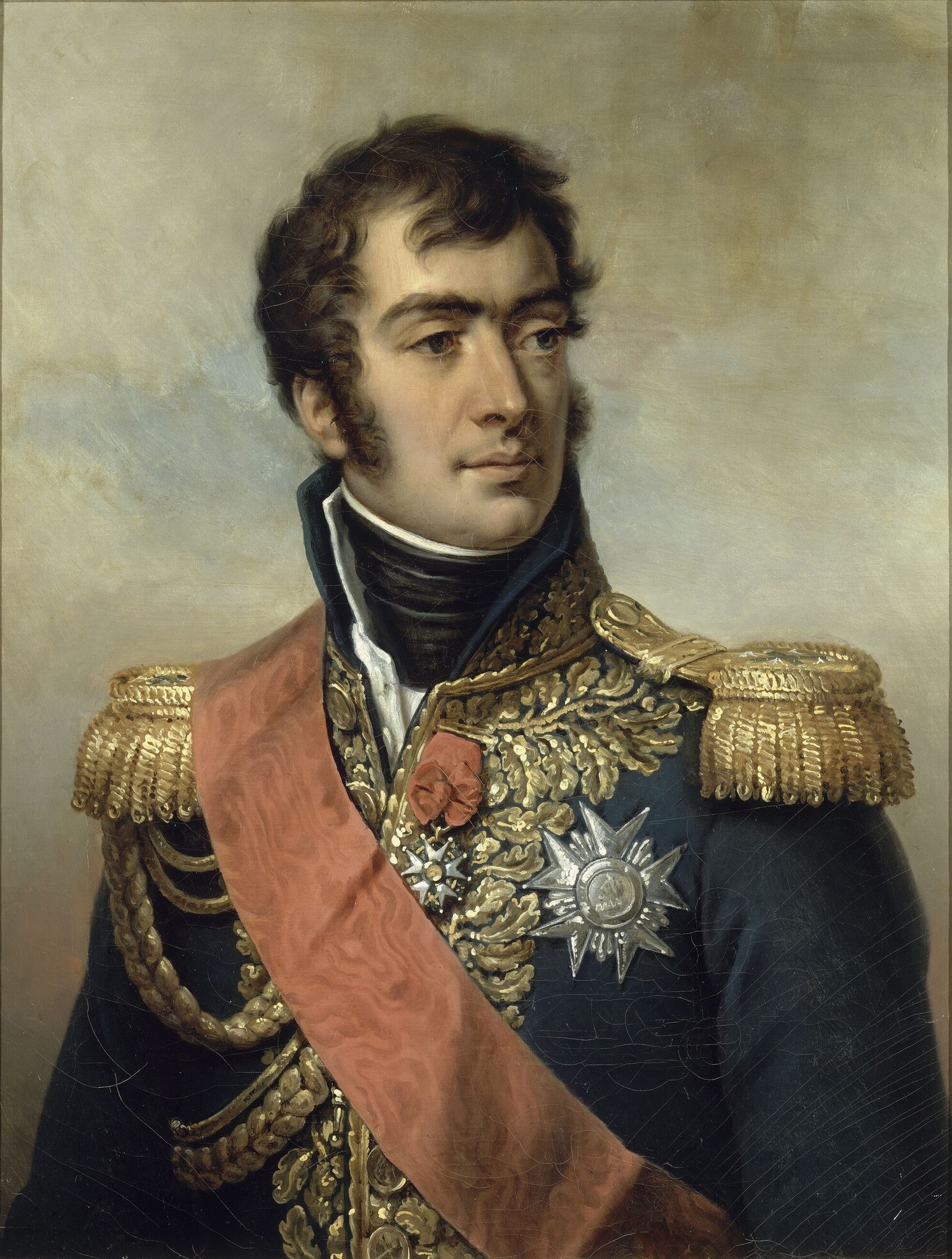
Gen. Auguste Frédéric Louis Viesse de Marmont, dowódca VI Korpusu Wielkiej Armii w 1813

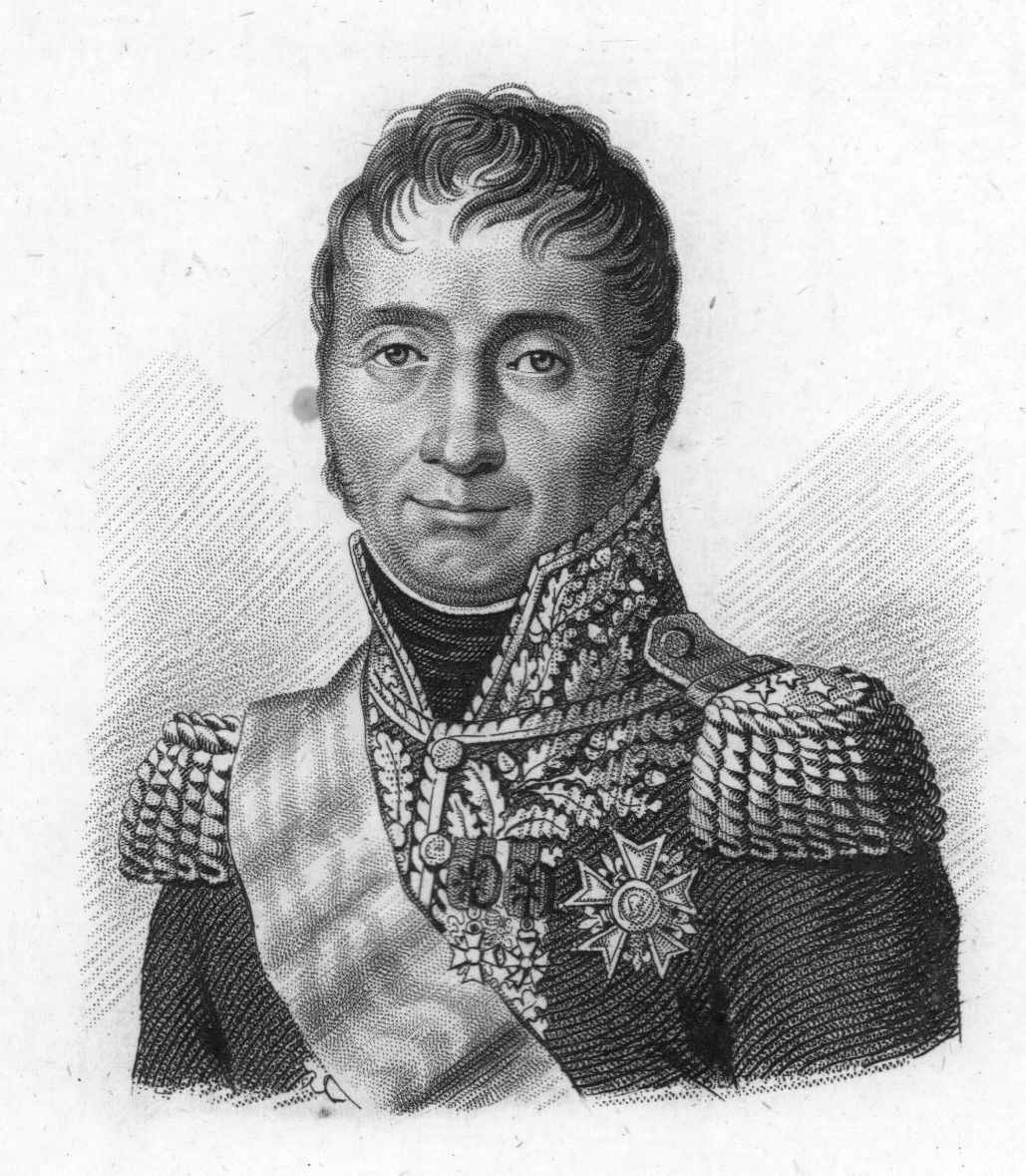
Gen. Jean Dominique Compans, dowódca 20 Dywizji w 1813

VI Korpus Wielkiej Armii – jeden z korpusów Wielkiej Armii I Cesarstwa Francuskiego, zwany czasem w literaturze "Korpusem bawarskim".

## Skład w 1805
- dowódca gen. Jean Lannes

## Kampania pruska 1806
4 października 1806 Wielka Armia wkroczyła do sprzymierzonej z Prusami Saksonii idąc na północny wschód. Podzielona była na korpusy armijne.
IV Korpus marsz. Nicolasa Soulta i VI Korpus marsz. Michela Neya miały dotrzeć do Plauen. Tempo marszu było imponujące – 25-30 kilometrów dziennie.

## Początek wojny z Rosją 1812
Korpus został odtworzony w 1812 w Bawarii (stąd nazywany czasem w literaturze korpusem bawarskim). W przeddzień francuskiej inwazji na Rosję wyglądał następująco:
- dowódca gen. Laurent de Gouvion Saint-Cyr
- 27 000 ludzi
- 58 armat

## Skład w sierpniu 1813
Kwatera główna VI Korpusu Wielkiej Armii mieściła się w Bunzlau (pol. Bolesławiec)
- dowódca – gen. Auguste Frédéric Louis Viesse de Marmont, książę Raguzy (1774–1852)
- szef sztabu – gen. bryg. Christian François Camus, de Richemont
- dowódca artylerii – gen. dyw. Louis-Francois Foucher
- dowódca saperów – mjr Constantin

- 20 Dywizja – gen. Jean Dominique Compans (1769–1845)
- 1 Brygada – gen. Pierre Pellport
  - 32 Pułk Piechoty Lekkiej – mjr Gheneser
  - 1 Pułk Artylerii Marynarki – płk Marechal
- 2 Brygada – gen. Joseph Antoine René Joubert (1772–1843)
  - 20 Pułk Prowizoryczny (66 i 122 Pułk Piechoty Liniowej) – mjr Druot
  - 25 Pułk Prowizoryczny (47 i 86 Pułk Piechoty Liniowej) – płk Jean-Marie Bochaton
  - 3 Pułk Artylerii Marynarki – płk Bormann
  - dwie baterie piesze, oddział wozów artyleryjskich

- 21 Dywizja – gen. dyw. Joseph Lagrange (1763–1836)
- 1 Brygada – gen. Jean-Baptiste Jamin (1772–1848)
  - 37 Pułk Piechoty Lekkiej – płk Louis-Marion Jacquet
  - Hiszpański Pułk Józefa Napoleona – dow. Dimpre
  - 4 Pułk Artylerii Marynarki – płk Joseph Rouvroy
- 2 Brygada – gen. Charles Joseph Bouquet
  - 2 Pułk Artylerii Marynarki – płk Nicolas-Laurent Deschamps
  - dwie baterie piesze, oddział wozów artyleryjskich

- 22 Dywizja – gen. dyw. Jean Parfait Friedrichs
- 1 Brygada – gen. Louis Jacques de Coehorn
  - 11 Pułk Prowizoryczny (1 i 62 Pułk Piechoty Liniowej) – płk Gougeon
  - 13 Pułk Prowizoryczny (14 i 16 Pułk Piechoty Liniowej) – płk Cogne
  - 23 Pułk Piechoty Lekkiej – mjr Jeannin
  - 15 Pułk Piechoty Liniowej – płk Rouge
- 2 Brygada – gen. Louis Alexandre Bachelet
  - 16 Pułk Prowizoryczny (26 i 82 Pułk Piechoty Liniowej) – płk Verbois
  - 121 Pułk Piechoty Liniowej – mjr Prost
  - 70 Pułk Piechoty Liniowej – płk Jean-Pierre Maury
  - dwie baterie piesze, oddział wozów artyleryjskich

- Brygada Lekkiej Kawalerii – gen. Normann
  - 2 Pułk Szwoleżerów Wirtemberskich – płk de Wallerstein
  - 4 Pułk Szaserów Wirtemberskich – płk de Mylius
  - Bateria lekkiej artylerii wirtemberskiej
  - Rezerwa i tabor korpusu – trzy baterie piesze, dwie baterie konne, cztery kompanie saperów, oddziały wozów artyleryjskich i ekwipunku